# 端姑法兹雅
端姑法兹雅·东姑阿都拉昔(1946年6月6日—)是现任马来西亚玻璃市州拉惹后。2001年至2006年间出任马来西亚第十二任最高元首后。
端姑法兹雅是登嘉楼和吉兰丹的王室成员。她的父母是已故登嘉楼苏丹苏莱曼·巴德鲁·阿拉姆·沙阿之子东姑天猛公东姑阿都拉昔和已故吉兰丹苏丹依布拉欣之女东姑佩特里。她的父亲得到吉兰丹苏丹苏丹依布拉欣赐予的封号东姑天猛公。端姑法兹雅于1946年6月6日出生，童年在哥打峇鲁度过。

## 婚姻
17岁时，端姑法兹雅与当时在英国留学的玻璃市拉惹慕达端姑赛西拉祖丁订婚。为了为未来当好统治者配偶做准备，端姑法兹雅被邀请住在未来丈夫一家居住的吉隆坡国家皇宫，当时端姑赛西拉祖丁父母是马来西亚最高元首和最高元首后。1967年2月15日，两人正式成婚，婚后育有一子一女。
2000年7月14日，端姑法兹雅被册封为玻璃市拉惹后。2001年12月13日，随丈夫出任马来西亚最高元首后。